# 犁头叶堇菜
犁头叶堇菜（学名：Viola magnifica）是堇菜科堇菜属的植物，为中国的特有植物。分布在中国大陆的安徽、湖南、江西、湖北、浙江、四川等地，生长于海拔700米至1,900米的地区，常生长在林缘、山坡林下及谷地的阴湿处，目前尚未由人工引种栽培。